# Marta Tejedor
Marta Tejedor Munuera (Las Palmas, España; 28 de diciembre de 1968) es una exfutbolista y entrenadora de fútbol española. Entre 2007 y 2011, fue entrenadora de la Selección femenina de fútbol de Chile. También dirigió la Selección femenina de fútbol de Perú y los clubes femeninos CD Tacón y Birmingham City.
Nació en Madrid, España. Comenzó a practicar el fútbol a temprana edad. A los 17 años realizó su último curso en el Pomona High School en Denver, Estados Unidos, escuela donde integró la selección femenina de fútbol. A su regreso a España estudió Educación Física en la Universidad Politécnica de Madrid, al mismo tiempo que realizó la preparación para ser entrenadora, de la que egresó en 2000 como la mejor de su promoción.
Actualmente trabaja como profesora de educación física en Escuela IDEO, dónde ayuda a alumnos a convertirse en atletas profesionales.
Dirigió el Club Atlético de Madrid Femenino en las temporadas 2002-2003 y 2003-2004. El 14 de junio de 2007 fue presentada como entrenadora de la Selección femenina de fútbol de Chile por el presidente de la Asociación Nacional de Fútbol Profesional Harold Mayne-Nicholls. Tras los Juegos Panamericanos de 2011, donde la selección fue eliminada en la fase de grupos, Tejedor fue sacada del cargo por la ANFP.
Posteriormente, y en su calidad de instructora de fútbol femenino por la FIFA ha sido asesora en países como Guinea Ecuatorial, Rusia e Israel.

## Equipos

### Como entrenadora
| Club                              | País       | Año       |
| --------------------------------- | ---------- | --------- |
| Atlético de Madrid Féminas sub-20 | España     | 2002-2004 |
| Selección femenina Sub-20         | Chile      | 2007-2011 |
| Selección femenina                | Perú       | 2013-2016 |
| CD Tacón                          | España     | 2016-2018 |
| Birmingham City                   | Inglaterra | 2019-2020 |